# Kim René Elverum Sorsell
Kim René Elverum Sorsell (* 6. Oktober 1988 in Oslo) ist ein ehemaliger norwegischer Skispringer.

## Werdegang
Elverum Sorsell startete im Sommer 2004 in Rælingen erstmals bei einem internationalen Skispringen. Im Februar 2005 startete er in Brotterode erstmals bei einem Skisprung-Continental-Cup, wo er als Zwölfter auf Anhieb in die Punkteränge springen konnte. Nach der Juniorenweltmeisterschaft 2005 in Rovaniemi, bei der er im Einzelwettbewerb nach dem ersten Durchgang ausschied und im Teamwettbewerb den sechsten Platz belegte, trat er eine Zeit lang nur im FIS-Cup an. Nach der folgenden Junioren-WM 2006 in Kranj, bei der er den 25. Platz belegte, trat er durchgehend im Continental Cup an. Hier kämpfte er meist um den Einzug in den zweiten Durchgang. Bei der in Tarvisio stattfindenden Junioren-WM 2007 konnte er sich wieder leicht steigern und wurde 21. im Einzel und fünfter mit dem Team. Nach weiteren Continental Cups bekam er in der Saison 2007/08 erste Einsätze im Weltcup, verpasste hier jedoch stets den zweiten Durchgang. Bei den Continental Cups, an denen er in dieser Saison teilnahm, konnte er gute Leistungen bringen und sich mehrfach unter den besten Zehn und dreimal auf dem Podium platzieren. Im Sommer 2008 trat er beim Sommer Grand Prix an, konnte jedoch hier nicht in die Punkteplätze vordringen. Zu Beginn der Weltcupsaison 2008/09 konnte er beim Springen in Trondheim mit einem 22. Rang erstmals Weltcuppunkte erzielen. Am 31. Januar 2009 erzielte er in Sapporo mit einem 17. Rang sein bisher bestes Weltcup-Resultat.
Am 10. Dezember 2010 gewann Elverum Sorsell in Vikersund erstmals ein Continental Cupspringen, ein Erfolg, den er am 13. Januar 2013 in Sapporo wiederholen konnte.
Nach zwei weiteren durchwachsenen Jahren bestritt Elverum Sorsell im Februar 2015 sein bis dahin letztes internationales Springen und beendete den Continental Cup von Lahti als Neunter.

## Erfolge

### Continental-Cup-Siege im Einzel
| Nr. | Datum             | Ort       | Typ         |
| --- | ----------------- | --------- | ----------- |
| 1.  | 10. Dezember 2010 | Vikersund | Großschanze |
| 2.  | 13. Januar 2013   | Sapporo   | Großschanze |

## Statistik

### Weltcup-Platzierungen
| Saison  | Platz | Punkte |
| ------- | ----- | ------ |
| 2008/09 | 50.   | 29     |
| 2010/11 | 65.   | 07     |
| 2012/13 | 56.   | 25     |

### Grand-Prix-Platzierungen
| Saison | Platz | Punkte |
| ------ | ----- | ------ |
| 2009   | 53.   | 22     |